# Сухонен, Ансси
Ансси Тапио Сухонен (фин. Anssi Tapio Suhonen; род. 14 января 2001, Ярвенпяа, Южная Финляндия) — финский футболист, полузащитник немецкого клуба «Гамбург» и сборной Финляндии, выступающий на правах аренды за шведский «Эстер».

## Клубная карьера
Сухонен — воспитанник клубов ЯПС, КаПа и немецкого «Гамбург». 8 августа 2021 года в поединке Кубка Германии против брауншвейгского «Айнтрахта» Ансси дебютировал за основной состав. 13 августа в матче против «Санкт-Паули» он дебютировал во Второй Бундеслиге. 20 ноября в поединке против «Яна» Ансси забил свой первый гол за «Гамбург».
22 июля 2025 года на правах аренды до конца года перешёл в шведский «Эстер».

## Международная карьера
В 2018 году в составе юношеской сборной Финляндии Сухонен принял участие в домашнем чемпионате Европы. На турнире он сыграл в матчах против команд Италии и Португалии. 
17 ноября 2022 года в товарищеском матче против сборной Северной Македонии Сухонен дебютировал за сборную Финляндии. 